# Rebelión de Dagohoy
La rebelión de Dagohoy, también conocida como la revolución de Dagohoy o revuelta de Dagohoy, se considera la rebelión más larga en la historia de Filipinas. Fue dirigida por Francisco Dagohoy, o Francisco Sendrijas, esta rebelión tuvo lugar en la isla Bohol desde 1744 hasta 1829, aproximadamente 85 años.
Fue una de las dos revueltas significativas que ocurrieron en Bohol, Filipinas durante la ocupación española. La otra fue el Levantamiento de Tamblot en 1621 dirigido por Tamblot, un babaylán (sacerdote tribal) de Bohol contrario a la imposición del catolicismo.

## Legado
La rebelión de Dagohoy aparece en la bandera provincial de Holbo como una de las dos espadas losbo y protectores de manos en la parte superior. Estos dos losbo, que se reclinan respectivamente hacia la izquierda y la derecha, representan las revueltas de Dagohoy y Tamblot, simbolizando que «un verdadero boholano se levantará y luchará si los factores supervinientes los involucran en algo más allá de la razón o la tolerancia».
Hoy día, se presenta a Dagohoy como una figura importante de la historia de Filipinas, no sólo como héroe, sino también como líder de la insurrección filipina más larga registrada. Su revuelta duró 85 años (1744-1829).
La ciudad de Dagohoy, en Bohol, se llamó así en su honor. Fue el vicepresidente Carlos P. García quien lo propuso. El nombre Dagohoy es una concatenación de la frase visayana Dagon sa huyuhoy («talismán de la brisa»).
La escuela Dagohoy Memorial National High School de Dagohoy en Dagohoy, Bohol también se nombra en su honor y memoria.

## Literatura relacionada
- Agoncillo, Teodoro A. History of the Filipino People. GAROTECH Publishing, 1990 (8th Edition).
- Arcila, Jose S. Rizal and the Emergence of the Philippine Nation. 2001 revised edition.
- Constantino, Renato. The Philippines: A Past Revisited. Tala Publishing Series, 1975.
- Corpuz, Onofre D. The Roots of the Filipino Nation. 1989.
- Scott, William Henry. Barangay: Sixteenth-Century Philippine Culture and Society. AdMU: 1994.
- Zaide, Gregorio F. Great Filipinos in History: An Epic of Filipino Greatness in War and Peace. Verde Bookstore, 1970.
- Zaide, Gregorio. Dagohoy: Champion of Philippine Freedom. Manila: Enriquez, Alduan and Co., 1941.